# كاوشيك باتل
كاوشيك باتل (8 أكتوبر 1963 بنيروبي في كينيا - ) (بالإنجليزية: Kaushik Patel)‏ هو لاعب كريكت كيني. لعب مع نادي مقاطعة ستافوردشاير للكريكت ‏.

## وصلات خارجية
- كاوشيك باتل على موقع إي آس بي آن كريك إنفو (الإنجليزية)